# Sidewalk Stories
Sidewalk Stories és una pel·lícula estatunidenca de baix pressupost de 1989, gairebé muda dirigida i protagonitzada per Charles Lane. La pel·lícula en blanc i negre explica la història d'un jove afroamericà que cria un nen petit després que el seu pare fos assassinat. La pel·lícula recorda una mica el llargmetratge de Charlie Chaplin de 1921 The Kid. La pel·lícula va ser televisada per PBS i va tenir una exposició limitada a VHS i televisió per cable a la dècada de 1990.
L'octubre de 2014, Sidewalk Stories es va publicar en DVD i Blu-ray cortesia de Kino Lorber.

## Repartiment
- Charles Lane - L'artista
- Tom Alpern - Llibreter
- Darnell Williams- El Pare
- Nicole Alysia - Nen
- Edwin Anthony - Penny Pincher 1
- Michael Baskin - Porter/Cop
- Jeff Bates - Oficial de policia 2
- Angel Cappellino - La mare de Bully
- Jeffrey Carpentier - Nadiu americà sense llar
- John Carr - S.O.B. Home
- Vince Castelano – Client infantil 3
- Jimmy Clohessy - Policia del recinte 2
- Robert Clohessy - Alley Tough 1
- Sandye Wilson- Núvia
- Deena Engle - Park Mother 1
- Ellia English - Bag Lady
- Edie Falco - Dona en carruatge
- Trula Hoosier - Mare

## Recepció
Rotten Tomatoes dona a la pel·lícula una valoració del 79% a partir de 42 crítiques. El consens es resumeix: "La dolçor de Sidewalk Stories es veu una mica minada per l'ampli enfocament de la pel·lícula, però segueix sent una comèdia amb cor, i alguna cosa a dir."